# Израиль на летних Олимпийских играх 1956
Израиль принимал участие в летних Олимпийских играх 1956 года в Мельбурне (Австралия) во второй раз за свою историю, но не завоевал ни одной медали. Сборную страны представляли 3 спортсмена (2 мужчины и 1 женщина), которые приняли участие в соревнованиях по лёгкой атлетике, прыжкам в воду и плаванию.

## Результаты соревнований

### Водные виды спорта

#### Прыжки в воду
Мужчины
| Соревнование      | Спортсмены  | Предварительный раунд | Предварительный раунд | Финал                | Финал                |
| Соревнование      | Спортсмены  | Результат             | Место                 | Результат            | Место                |
| ----------------- | ----------- | --------------------- | --------------------- | -------------------- | -------------------- |
| трамплин, 3 метра | Йоав Раанан | 65,14                 | 22                    | завершил выступление | завершил выступление |